# Wenshu, Gansu
Wenshu (kinesiska: 文殊) är en köping i nordvästra Kina. Den ligger i staden Jiayuguan i provinsen Gansu,  omkring 630 kilometer nordväst om provinshuvudstaden Lanzhou. Antalet invånare är 6 969. Befolkningen består av 3 117 kvinnor och 3 852 män. Barn under 15 år utgör 14,0 %, vuxna 15-64 år 79 %, och äldre över 65 år 6,0 %.